# Otto Puschmann
Otto Puschmann (* 5. Februar 1880 in Schneeberg (Erzgebirge); † 3. Oktober 1956 in Meerane) war ein deutscher Lehrer und erzgebirgischer Mundartdichter.

## Leben und Wirken
Er war der Sohn eines Bergzimmermanns aus Schneeberg und besuchte das Lehrerseminar. Im Jahr 1904 nahm er eine Lehrerstelle an und ließ sich in dieser Stadt nieder, wo er 52 Jahre später starb. 1925 schrieb er seinen ersten Roman, Maria Klinger. Es folgte die Weihnachtspredigt des Christian Hoch. 1935 erschien eine Sammlung seiner Gedichte und Balladen unter dem Titel Heilige Heimat. Daneben publizierte er mehrere Liedpostkarten in erzgebirgischer Mundart.
Vom sächsischen Reichsstatthalter Martin Mutschmann wurde er 1938 in den Anton-Günther-Ring aufgenommen.